# Siège de Shiroishi
Le siège du château de Shiroishi en 1600, est une des nombreuses batailles du Japon féodal qui mènent à la décisive bataille de Sekigahara, laquelle met un terme à l'époque Azuchi Momoyama et à l'époque Sengoku de plus de 100 ans de guerre. Cette bataille de Sekigahara est immédiatement suivie par l'établissement du shogunat Tokugawa. Shiroishi est un château situé juste au sud de la ville de Sendai et sous le contrôle d'un vassal d'Uesugi Kagekatsu, lui-même un des principaux soutiens d'Ishida Mitsunari.
Date Masamune et Mogami Yoshiaki, daimyo de grands domaines environnants, assiègent ce château, ce qui signale le début du conflit dans la région de Tohoku entre les représentants d'Ishida et de Tokugawa. La prise de cette forteresse marque la première contribution de Date Masamune à la campagne de Sekigahara.
Il est répondu à ces initiatives par deux « contre-sièges » de la part de Uesugi Kagekatsu et Naoe Kanetsugu contre les châteaux de Hataya, Kaminoyama et Hasedō.

## Source de la traduction
- (en) Cet article est partiellement ou en totalité issu de l’article de Wikipédia en anglais intitulé « Siege of Shiroishi » (voir la liste des auteurs).